# T.N.T. (álbum)
T.N.T. es el segundo álbum de estudio de la banda de hard rock AC/DC, lanzado al mercado el 1 de diciembre de 1975 por Albert Records. En el álbum en sus 7 de las 9 canciones fueron compuestas por Angus Young, Malcolm Young y Bon Scott. Can I Sit Next to You Girl la compusieron los hermanos Young, y School Days es una versión de la canción de Chuck Berry.

## Canciones
Todas las canciones escritas y compuestas por Angus Young, Malcolm Young y Bon Scott excepto cuando se indique. 
| Lado 1 |                                                            |          |  |
| N.º    | Título                                                     | Duración |  |
| 1.     | «It's a Long Way to the Top (If You Wanna Rock 'n' Roll)"» | 5:20     |  |
| 2.     | «Rock 'n' Roll Singer»                                     | 5:06     |  |
| 3.     | «The Jack»                                                 | 5:54     |  |
| 4.     | «Live Wire»                                                | 5:52     |  |

| Lado 2 |                                                                 |          |  |
| N.º    | Título                                                          | Duración |  |
| 5.     | «T.N.T."»                                                       | 3:37     |  |
| 6.     | «Rocker"»                                                       | 2:52     |  |
| 7.     | «Can I Sit Next to You Girl» (Sólo Angus Young y Malcolm Young) | 4:14     |  |
| 8.     | «High Voltage»                                                  | 4:24     |  |
| 9.     | «School Days» (Chuck Berry)                                     | 5:24     |  |

## Músicos
- Bon Scott - voz
- Angus Young - guitarra líder
- Malcolm Young - guitarra rítmica
- Mark Evans - bajo
- Phil Rudd - batería

## Producción
- Producido por: Harry Vanda y George Young.
- Grabado en: Albert Studios, Sídney (Australia).